# Говард, Томас, 3-й герцог Норфолк
Томас Говард, 3-й герцог Норфолк (англ. Thomas Howard, 3rd Duke of Norfolk; 1473 — 25 августа 1554) — английский государственный и военный деятель, дядя двух жён Генриха VIII — Анны Болейн и Екатерины Говард, отец поэта Генри Говарда, графа Суррея. Все они сложили голову на эшафоте, самого́ же престарелого Норфолка от участи племянниц и сына спасла только смерть короля. Кавалер Ордена Подвязки.
Его первой женой была Анна Йоркская — пятая дочь английского короля Эдуарда IV и Елизаветы Вудвилл; второй — леди Элизабет Стаффорд.

## Военная карьера
Старший сын Томаса Говарда, графа Суррея, впоследствии 2-го герцога Норфолка, и Элизабет Тилни. В 1513 году Говард-младший получил титул лорд-адмирала. В победоносной битве при Флоддене против Шотландии (1513 год) он, под начальством отца, командовал авангардом, ранее доставив морем на театр военных действий лёгкую артиллерию. В 1514 году его отец был восстановлен в титуле герцога Норфолк, а сам Томас стал графом Суррей.
В 1521—1523 годах бился с мятежниками в Ирландии.
Поставленный в 1522 году во главе экспедиции против Франции, он высадился в Бретани и через Пикардию открыл себе путь к Парижу, но герцогом Вандомским был принужден к отступлению.

## При дворе Генриха VIII
После возвращения он унаследовал от отца в 1524 году титул герцога Норфолка, занял место отца как лорд-казначей и граф-маршал и после отставки кардинала Уолси принял большую печать.
Он сначала содействовал браку Генриха VIII со своей племянницей Анной Болейн, но когда он заметил, что она поощряла реформацию, то, как рьяный католик, стал её ожесточённым врагом, и в качестве президента судебной комиссии произнёс её смертный приговор.
После вспышки католических беспорядков в северных провинциях он принужден был обратить оружие против своих единоверцев. Впоследствии ему удалось лишь добиться от Генриха VIII объявления амнистии. Когда, однако, католические мятежники в 1537 году осадили Карлайл, он напал на них и велел повесить 70 зачинщиков. После издания склоняющихся к католицизму королевских «Шести статей веры» и брака монарха с другой, уже католически настроенной, племянницей Норфолка, Екатериной Говард, тому было предоставлено право преследования приверженцев реформации, и он жесточайшим образом воспользовался этим.

## На волосок от казни
Несмотря на новые услуги, оказанные им удачным нападением на Шотландию в 1542 году и участием в экспедиции против Франции, он, немедленно по возвращении из последней, в 1546 году, вместе со старшим сыном, известным поэтом Генри Говардом, графом Сурреем, был заключен в Тауэр. Честолюбивый Суррей, имевший намерение перетянуть короля опять на сторону ортодоксального католицизма, уже через несколько дней попал на эшафот. Норфолк избежал той же участи лишь потому, что король умер за день до казни. Однако он просидел в тюрьме ещё шесть лет при Эдуарде VI, лишившись имений, титулов лорда-казначея и графа-маршала.

## Освобождение
С восшествием на престол католички Марии Тюдор он получил обратно свободу, имения и должности. Он ревностно старался устроить брак королевы с Филиппом Испанским и подавил несколько народных мятежей.
После его смерти титул унаследовал внук, сын казнённого графа Суррея, Томас Говард, 4-й герцог Норфолк.

## Семья
Томас Говард дважды женился:
4 февраля 1495 года он женился на принцессе Анне Йоркской (2 ноября 1475 — 23 ноября 1511), пятой дочери английского короля Эдуарда IV и Елизаветы Вудвилл и свояченице короля Генриха VII. От Анны Йоркской у него было четверо детей, ни один из которых не дожил до совершеннолетия.
В начале 1513 года он женился на леди Элизабет Стаффорд (ок. 1497 — 30 ноября 1558), дочери Эдварда Стаффорда, 3-го герцога Бекингема, от его жены леди Элеоноры Перси, дочери Генри Перси, 4-го графа Нортумберленда. У супругов было четверо детей:
- Генри Говард, граф Суррей (ок. 1517 — 19 января 1547), старший сын и наследник титула, умерший раньше своего отца. Его сын Томас Говард, 4-й герцог Норфолкский, стал наследником своего деда, 3-го герцога Норфолка.
- Томас Говард, 1-й виконт Говард Биндонский (ок. 1520 — 28 января 1582), в 1559 году получил от королевы Елизаветы I титул виконта Говарда из Биндона. У него было восемь детей от трех жен.
- Леди Мэри Говард (1519 — 9 декабря 1557), муж с 1533 года Генри Фицрой, 1-й герцог Ричмонд и Сомерсет (1519—1536).
- Леди Кэтрин Говард (? — 15 марта 1530), вторая дочь, вышла замуж за Эдварда Стэнли, 3-го графа Дерби (1509—1572).

## Образ в культуре
Томас Говард стал персонажем романов Хилари Мантел «Вулфхолл», «Введите обвиняемых», «Зеркало и свет».
- Фильм «Анна Болейн» (1920 г.) — Людвиг Хартау.
- Фильм «Частная жизнь Генриха VIII» (1933 г.) — Фредерик Калли.
- Фильм «Принц и нищий» (1937 г.) — Генри Стивенсон.
- Фильм «Человек на все времена» (1966 г.) — Найджел Дэвенпорт.
- Фильм «Тысяча дней Анны» (1969 г.) — Питер Джеффри.
- Фильм «Генрих VIII и его шесть жён» (1972 г.) — Майкл Гоф.
- Фильм «Принц и нищий» (1977 г.) — Рекс Харрисон.
- Телесериал «Принц и нищий» (1996 г.) — Питер Джеффри.
- Фильм «Генрих VIII» (2003 г.) — Марк Стронг.
- Фильм «Ещё одна из рода Болейн» (2003 г.) — Джон Вудвайн.
- Фильм «Ещё одна из рода Болейн» (2008 г.) — Дэвид Моррисси.
- Телесериал «Тюдоры» (2007—2010 гг.) — Генри Черни.
- Мини-сериал «Волчий зал» (2015 г.) — Бернард Хилл .
- Мини-сериал Волчий зал: Зеркало и свет (2024/2025 гг.) — Тимоти Сполл.